# Gisacum

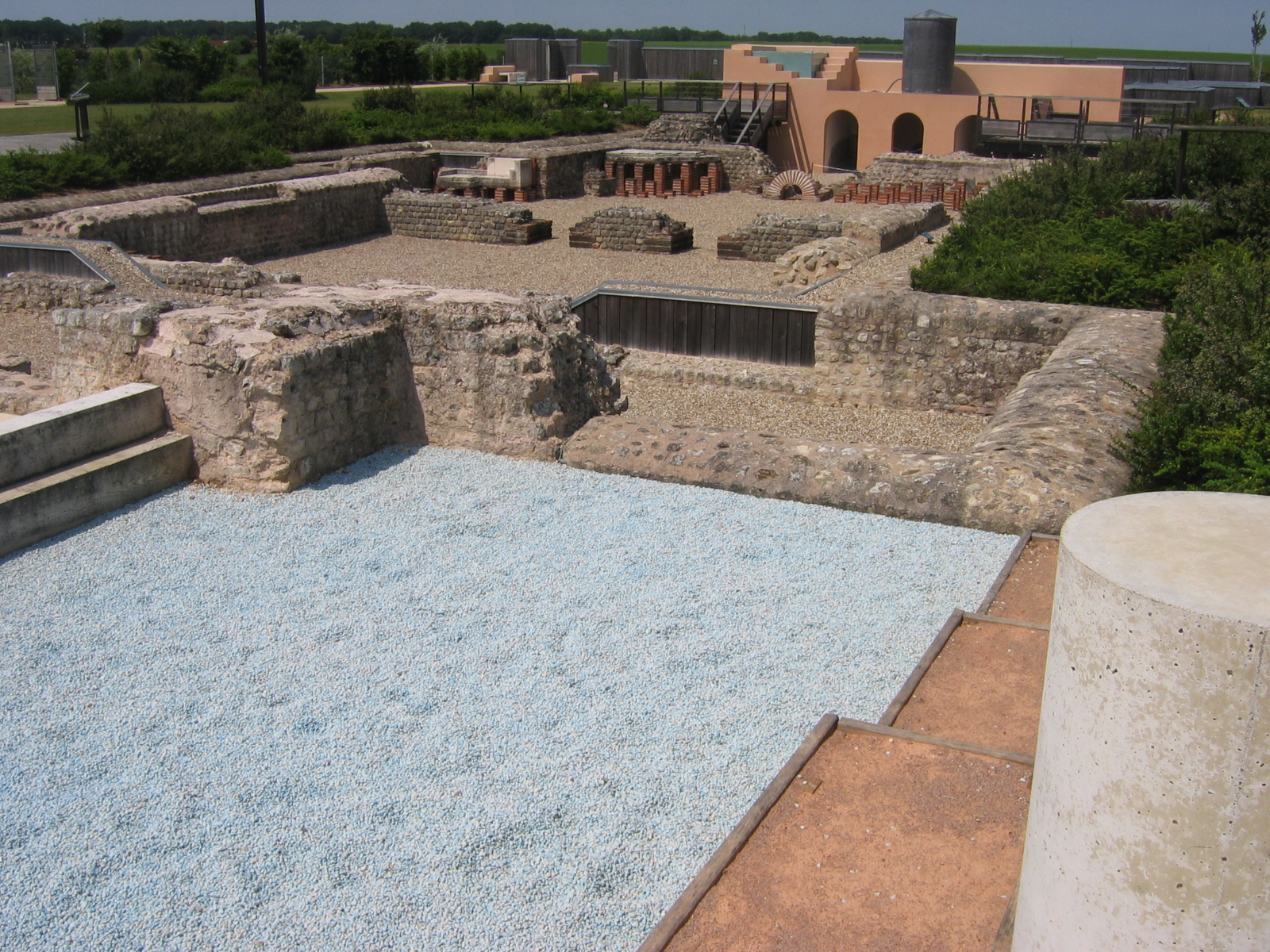
Thermen von Gisacum

Gisacum [ʒizakɔm] ist die Ausgrabungsstätte einer religiös geprägten gallo-römischen Ortschaft in Frankreich. Ursprünglich war die Ausgrabungsstätte nach ihrem Standort in der Nähe des Weilers Cracouville benannt, der südwestlich vom Ortskern von Le Vieil-Évreux liegt. Besiedelt war Gisacum von Eburoviken. Es lag nur etwa 6 Kilometer von deren Hauptstadt Mediolanum entfernt und liegt heute auf einer mittleren Höhe von 133 Metern über dem Meeresspiegel auf dem östlichen Teil des Gemeindegebiets von le Vieil-Évreux und erstreckt sich bis auf die angrenzenden Gemeindegebiete der Ortschaften Miserey, Cierrey und Le Plessis-Hébert. Gisacum und Mediolanum waren verbunden. Mediolanum diente als weltliche und Gisacum als religiöse Hauptstadt.

## Geschichte

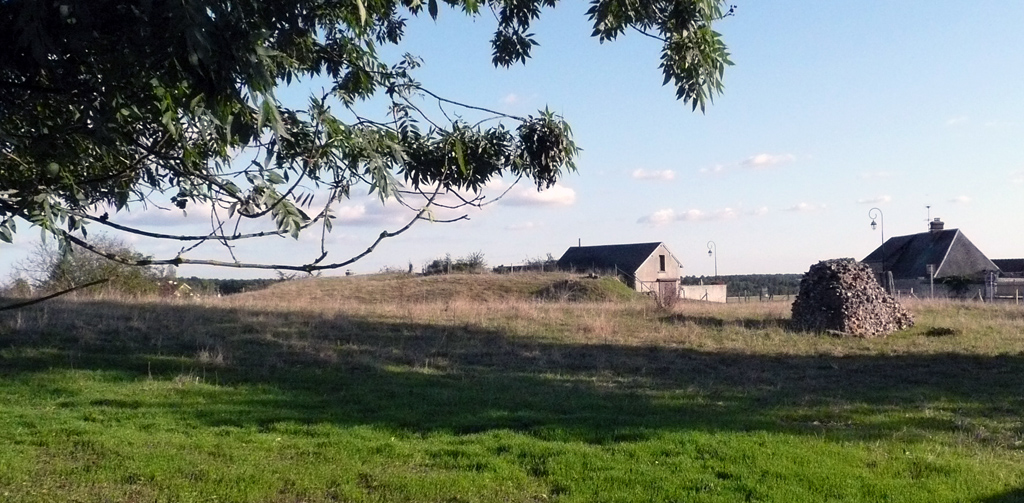
Mauerreste des halbkreisförmigen Zuschauerraums (cavea)

Gisacum wurde im ersten Jahrhundert erbaut und in der ersten Hälfte des 2. Jahrhunderts abgerissen, um eine neue Stadt zu erbauen. Gisacus war einer von drei Stadtgöttern, die in den Tempeln der Stadt verehrt wurden. Er wurde unter der römischen Herrschaft mit Apollon gleichgesetzt, muss also ähnliche Attribute gehabt haben. Apollon ist der Gott der Sonne, der Kunst und der Medizin. Es war bei den Eburoviken üblich, Dreiergruppen von Göttern an einem Ort zu verehren. In der ersten Hälfte des dritten Jahrhunderts war die Blütezeit der Ortschaft, dann wurde sie verlassen. Gisacum war nicht befestigt und daher schutzlos den Überfällen germanischer Stämme ausgesetzt. Die Einwohner zogen nach Mediolanum und nutzten die Gebäude von Gisacum als öffentlichen Steinbruch zum Bau der Stadtmauer von Évreux. Teile jener Stadtmauer werden heute im Museum von Évreux ausgestellt. Das Große Heiligtum wurde ab dem 6. Jahrhundert als Nekropole genutzt.

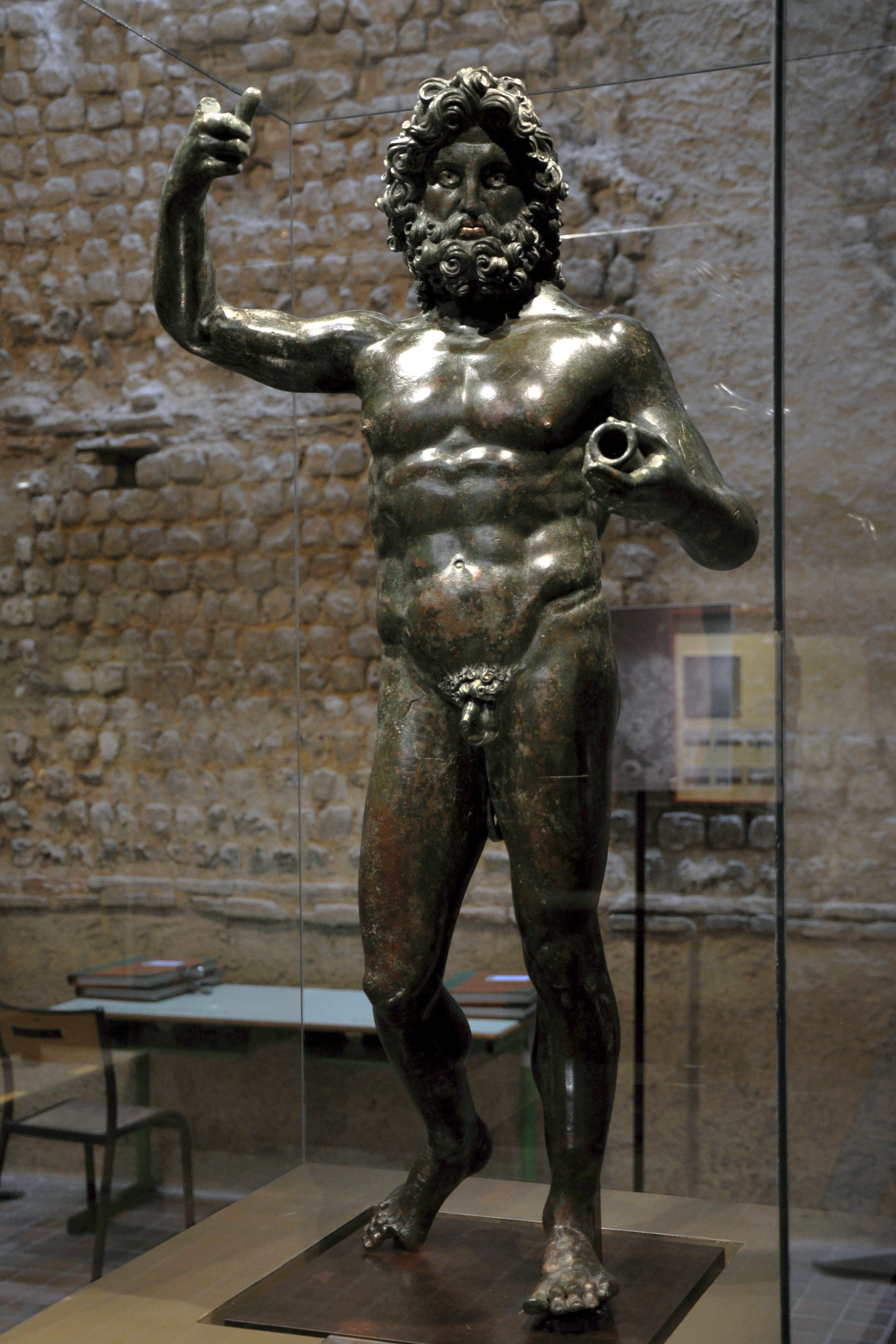
Die Jupiterstatue im Museum von Évreux

Im 17. Jahrhundert verfasste Louis de Boislambert, der damalige Pfarrer von Le Vieil-Évreux, eine Denkschrift über die Ruinen von Gisacum. Von 1765 bis 1770 wurden die Ruinen für den Bau der Straße von Paris nach Lisieux ausgeschlachtet. Die ersten Ausgrabungen bei Cracouville führte François Rever von 1801 bis 1804 durch. Er veröffentlichte 1827 seinen Grabungsbericht. Durch eine in den Ruinen gefundene Inschrift mit dem Namen des Gottes Gisacus (Deo Gisaco) kam Auguste Le Prévost 1828 auf die Idee, dass der Ortsname der in Le Vieil-Évreux gefundenen Ruinen dem ehemaligen Ortsnamen von Gisay (im Pays d’Ouche) entsprochen haben könnte. Dieser Ortsname war Gisacum. Die Ortschaften sind auch durch die Verehrung des Heiligen Taurinus von Évreux verbunden. In der Legende des Taurinus wurde eine „Villa des Lucinius in Gisacum“ erwähnt. Es gibt noch eine dritte Gemeinde im Département Eure, deren Name mit der Gottheit Gisacus verknüpft ist, Gisors. Die Ruinen in Le Vieil-Évreux hatten die Bildung lokaler Legenden gefördert. Dazu gehört die Erwähnung in der fiktiven Biografie des Taurinus, verschiedene Ortsbezeichnungen und die Sage der Druidinnen von Cracouville.
1829 führte De Stabenrath, der Prokurator von Évreux, eine Ausgrabung durch und veröffentlichte seinen Bericht 1831. Von 1838 bis 1841 unternahm Theodose Bonnin wichtige Ausgrabungen. Er nannte die Ruinen in seinem Bericht 1860 erstmals offiziell Gisacum. Bonnin fand unter anderem eine Statue des Jupiter und eine des Apollon, die heute im Museum in Évreux ausgestellt werden. Von 1911 bis zum Ersten Weltkrieg (1914–1918) führten Émile Espérandieu (1857–1939) und Henri Lamiray Ausgrabungen durch. Weitere Ausgrabungen fanden 1933 bis 1939 statt. 1936 entdeckte Marcel Baudot (1902–1992) an den Thermen das „Fanum der Quelle“, von dem man annahm, dass dort eine Quelle verehrt wurde.
1951 wurde das „Fanum von Cracouville“, das Große Heiligtum, offiziell als Monument historique (‚historisches Denkmal‘) klassifiziert.
1976 wurde das Gelände mit Hilfe von Luftbildarchäologie erneut untersucht und kartografiert.
Im Jahr 2002 wurde der 2,5 Hektar große archäologische Garten der Thermen eröffnet. Er ist vom 1. März bis 15. November für Besucher geöffnet.

## Aufbau der Tempelanlage

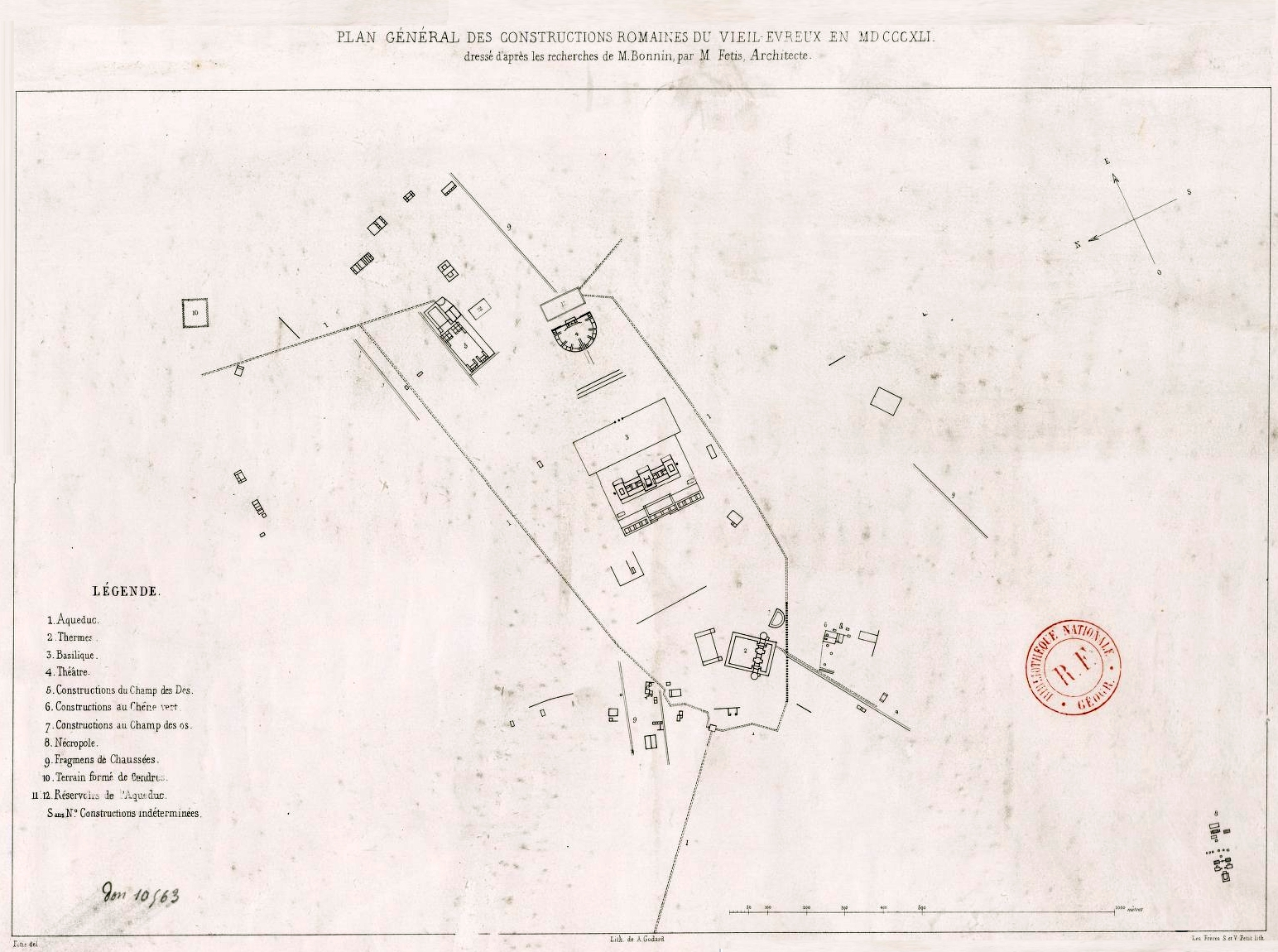
Zeichnung von 1841 der Ausgrabungsergebnisse von Bonnin. Norden ist leider nicht oben, sondern links unten.

Die Gesamtgröße von Gisacum wird auf über 400 Hektar geschätzt. Der generelle Plan entsprach dem klassischen Aufbau Thermen – Tempel – Theater. Die Gläubigen reinigten sich zuerst in den Thermen, bevor sie den Tempel betraten.
Ein breiter Weg verlief von Nordosten nach Südwesten durch die Tempelanlage und verband die verschiedenen Gebäude. Im Südwesten lagen die Thermen, nördlich davon das Fanum der Quelle. Nordöstlich davon stand das Große Heiligtum. Es hatte eine Fläche von 6,8 Hektar und war etwa 25 Meter hoch. Darin standen drei Gruppen von kleinen Tempeln aus dem 1. und 2. Jahrhundert und drei große Tempel vom Beginn des 3. Jahrhunderts. Nordöstlich des Großen Heiligtums stand das Theater, nördlich davon das Forum, nordwestlich davon ein weiterer Umgangstempel. Umgeben war der Tempelbezirk von Wohnhäusern.
Das halbkreisförmige Theater fasste etwa 7000 Besucher. Es war etwa fünf Meter hoch und sein Durchmesser war 106 Meter.
In einem halbkreisförmigen Gebäude mit 35 Metern Durchmesser, das bei den Thermen stand, wurden zahlreiche gallische Münzen gefunden, die zumeist aus der Zeit nach der römischen Besetzung (nach 52 v. Chr.) stammen. Es wurden keine Objekte aus der Zeit nach dem Prinzipat (Ende des 3. Jahrhunderts) gefunden. Das Gebäude wurde lange Zeit für ein Nymphäum gehalten. Die Wände bestanden aber zum Teil aus Holz, was gegen eine Nutzung als Nymphäum spricht. Das Gebäude war wohl ein Marktplatz, durch den ein kleiner Kanal lief. Es wurde in der Mitte des 3. Jahrhunderts zerstört und diente danach noch eine Weile als Schlachthaus. Im 19. Jahrhundert war es ein Acker. Beim Pflügen wurden regelmäßig Knochen freigelegt, die der Parzelle den Namen Champ des os (‚Knochenfeld‘) gaben.
Ein etwa 25 Kilometer langes Aquädukt verlief ober- und unterirdisch bis Damville.

## Artefakte

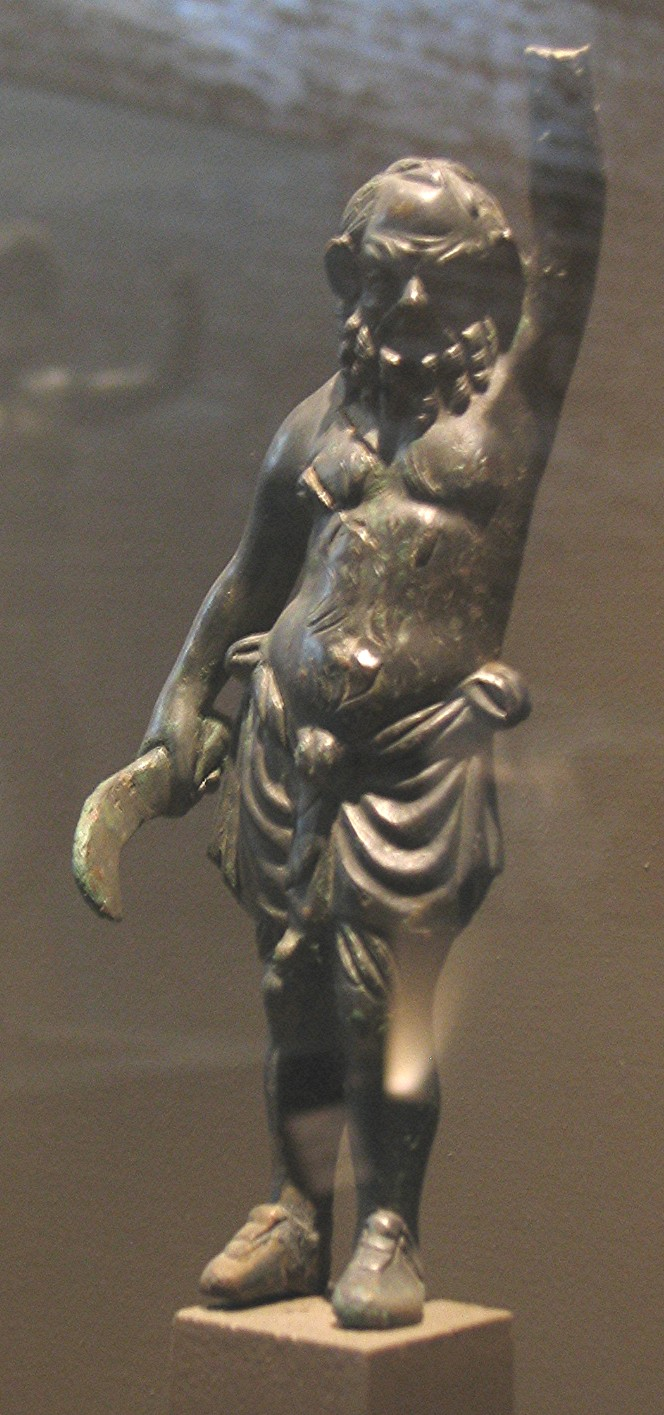
Statuette des Silenos aus Gisacum im Museum von Évreux

Insgesamt wurden Statuen der Götter Apollon, Herakles, Jupiter, Mercurius und Minerva gefunden. Die beiden bedeutendsten Kunstwerke, die in Gisacum gefunden wurden, sind zwei bronzene Statuen aus dem 1. Jahrhundert, die Jupiter beziehungsweise Apollon darstellen. Die Jupiterstatue ist 91 Zentimeter hoch. In den Händen hielt der bärtige nackte Gott wohl eine Waffe, eine Lanze oder einen Blitz, was immer er gehalten hat, es ist verloren. Die bronzene Statue des Apollon ist 68 Zentimeter hoch und konventioneller als die Jupiterstatue. Apollon ist ebenfalls nackt dargestellt, allerdings ohne Bart. Die Arme der Statue sind beschädigt. Auf dem Haupt trägt er eine Krone, die ihn als Stadtgott ausweist. Beide Kunstwerke wurden in lokalen Werkstätten hergestellt und geben Zeugnis von der Handwerkskunst der Eburoviken. Außer diesen Statuen wurde noch eine Statuette des Silenos sowie diverse Schmuckstücke und Münzen gefunden.